# Combreux
Combreux è un comune francese di 248 abitanti situato nel dipartimento del Loiret nella regione del Centro-Valle della Loira.

## Storia

### Sìmboli
Lo stemma del comune di Combreux è stato adottato il 2 dicembre 2008.
Lo sfondo azzurro dello scudo e il cancello simboleggiano una diga formata da tronchi di legno e si riferiscono all'etimologia del nome del comune Comboros, termine di origine gallica che significa "diga". Alludono anche allo stagno della città, elemento importante nel patrimonio naturale del paese.
Le lanterne di rosso nel capo d'oro provengono dallo stemma della famiglia Picot de Dampierre, signori di Combreux alla fine dell'Ancien Régime, e antenati, da parte femminile, degli attuali proprietari del castello, i La Rochefoucauld d'Estissac.

## Società

### Evoluzione demografica
Abitanti censiti